# Haro, La Rioja
Haro (španska izgovarjava: [ˈaɾo]) je mesto in občina na severozahodu španske avtonomne skupnosti La Rioja na severu Španije. Pridelujejo rdeče vino in vsako leto gostijo Haro Wine Festival.
Njegova gospodarska dejavnost je v glavnem usmerjena v vinogradništvo in pridelavo kakovostnih vin v okviru kvalificiranega poimenovanja porekla Rioja, ki je tudi ena izmed glavnih turističnih atrakcij , ki letno sprejme na tisoče obiskovalcev. Ima tudi pomembno arhitekturno in urbano dediščino, med katerimi izstopa glavni portal cerkve Santo Tomás, delo Felipeja Vigarnyja, njegovih številnih palač in starega mestnega jedra, ki je bilo leta 1975 razglašeno za zgodovinsko-umetniško območje.

## Zgodovina
Haro, ki leži na griču v porečjih reke Tirón in Ebro in ima zdravilne vode. Nedvomno fonetični rezultat (izguba / f / v začetnem položaju) latinskega faru, faro, tu v smislu svetilnika, stražnega stolpa verjetno v vojaško-tehničnem smislu.
Naselitev hriba Haro bi se moralo vrniti v čas keltiberskega plemena Berons. V času rimske vladavine Hispanije je bila v pečinah Bibilio zgrajena utrdba z imenom Castrum Bibilium. Prva omemba Haroja sega v leto 1040, v dokumentu kralja García Sáncheza III. Navarskega kot el de Nájera. |Alfonz VI. je najem zaupal Diegu Lópezu I. de Haro po smrti grofa Garcíe Ordóñeza, prvi od biskajskih gospodov, ki je svojemu imenu pripisal ime tega mesta, pa je bil Diegov sin, Lope Díaz I. de Haro.
Njegovim naslednikom je uspelo razširiti svojo moč na vedno širšem območju. Leta 1430 je kralj Ivan II. Kastiljski imenoval don Pedra Fernándeza de Velasca za grofa Haroja v zahvalo za usluge Ivanu II. Aragonskem. Mesto je svoj razcvet doživelo v 16. in 17. stoletju. Po ukinitvi vseh graščakov v letih 1811 in 1820 je območje pripadalo kastiljski provinci Burgos, v novo ustanovljeno provinco Logroño pa je prišlo šele leta 1833, iz katere je leta 1982 nastala avtonomna skupnost La Rioja.
Od začetka 19. stoletja si je Haro ustvaril svetovni sloves najpomembnejšega vinskega mesta v vinorodni regiji Rioja, kar ostaja tudi danes, čeprav se je število vinskih kleti (bodega) v regiji v zadnjih 50 letih (1970 do 2020) 8-krat povečalo na 574. Ključni poudarek tega ugleda je na Barrio Estación, kjer je 7 najboljših vinskih kleti - in sicer Bodegas Bilbainas (ustanovljeno 1859); Compañía Vinícola del Norte de España [CVNE] ustanovljena 1879; R. López de Heredia (ustanovljena 1877); Bodegas Roda ( 1989); Bodegas Muga (1932); Bodegas La Rioja Alta S.A. (1890). V drugih delih mesta so Bodegas Martnez Lacuesta (ustanovljena 1873); Bodega Berceo (801); Carlos Serres (1896) in Ramon Bilbao (1924). Féderico Paaternina je bila ustanovljena leta 1897 in je postala zelo vplivno ime v vinskem poslu v Španiji do propada leta 2010, ko se je Bodega zaprla, znamka Banda Azul pa je bila prodana Berberani po zelo težkem obdobju po prisvojitvi njihovih lastnikov Rumasa. leta 1983,  ko naj bi nova španska vlada in nadaljnji lastnik obdržal podjetje kot delujoče.

## Geografija
Haro leži na severozahodu španske avtonomne skupnosti La Rioja v bližini sotočja reke Tirón v Ebro približno 25 km (vozna razdalja) jugovzhodno od Mirande de Ebro na nadmorski višini približno 480 m. Najbližji veliki mesti sta Vitoria-Gasteiz (približno 49 km severovzhodno) in Logroño (približno 47 km jugovzhodno). Podnebje je zmerno do toplo; dež (približno 645 mm / leto) pada - razen v poletnih mesecih - čez leto.

## Gospodarstvo
V prejšnjih stoletjih je veliko prebivalcev mesta živelo neposredno ali posredno (kot obrtniki in trgovci) od kmetijstva na tem območju. Vinogradništvo, ki obstaja že od rimskih časov, je dobilo na pomenu zlasti v 19. stoletju, ko so se v mestu naselili francoski vinarji, ki so pridelovali vino po francoskem vzoru. Industrializacija mesta se je začela z izgradnjo železniške proge po dolini Ebra. Nekdanje industrijsko območje je zdaj samo turističnega pomena.
Dve novi industrijski območji Entrecarreteras in Fuente Ciega, v katerih je zdaj večina podjetij, sta nastali zunaj mesta. Poleg prehrambene industrije je še posebej pomembna tekstilna in čevljarska proizvodnja; tu so tudi kemične tovarne in predelava lesa.

## Znamenitosti
- Haro je glavno mesto vinorodne regije Rioja Alta. Zato na mestno pokrajino močno vpliva vinogradništvo in z njim povezane vinske kleti (bodegas). Te so ne le zunaj vasi, ampak tudi v samem središču. Poleg tega je vino ustvarilo opazno bogastvo, kar je razvidno iz stavb v mestu, vključno z nekaterimi dvorci od 16. do 18. stoletja.
- Plaza Mayor (Glavni trg) v središču starega mestnega jedra je priljubljeno stičišče; tu je tudi mestna hiša (ayuntamiento) s kronastim grbom, ki še vedno prikazuje grb Kastilije in Leona.
- Baročna-klasicistična župnijska cerkev Santo Tomás s svojim prepoznavnim zvonikom, simbolom mesta, je iz 17. in 18. stoletja in je bila zgrajena na mestu prejšnje stavbe, od katere je ohranjen portal v slogu plateresco, ki je pripisan kiparju Felipeju Vigarnyju.[8]
- Basílica de Nuestra Señora de la Vega je triladijska klasicistična stavba iz 18. stoletja. Umetniško izklesan, a popolnoma pozlačen poznobaročni oltar je impresiven. V prizidku Museo de La Virgen de la Vega prikazuje dela verske umetnosti iz te regije.[9]
- Nekdanji samostan San Agustín y Teatro Bretón de los Herreros so v 14. stoletju ustanovili avguštinci. Zadnji menihi so samostan zapustili kot del razpada cerkvenega premoženja leta 1834. Stavbe, obnovljene leta 1741 v strogem herrerovem (poznorenesančnem) slogu, so pozneje služile kot bolnišnica, šola ali zapor - kasneje celo kot avtobusna postaja. Od leta 1989 se uporabljajo kot hotel s štirimi zvezdicami; nekdanji križni hodnik služi kot (pokrito) notranje dvorišče.
- V središču mesta je bilo zgrajenih več mestnih palač bogatih plemiških družin. Treba je poudariti Palacio de Bendaña (15./16. stoletje), Palacio de los Salazar (18. stoletje), Palacio de los Condes de Haro (17. stoletje) in Palacio de Tejada (18. stoletje).).
- Muzej sodobne umetnosti ponuja dela sodobnih umetnikov.
- Centro de Interpretación del Vino de Rioja se ukvarja z zgodovino in tradicijo vinogradništva v regiji.

- Razvaline gradu.
- Plaza Mayor
- Ex-Convento San Agustín
- Batalla del Vino (bitka za vino)
- Vinski sodi

## Vinske kleti
Številne bodegas v Haroju so znani po svojih izvrstnih rdečih vinih. Najpomembnejši so::
- Bodegas Bilbainas
- Bodegas Carlos Serres
- CVNE (Compañía Vinícola del Norte de España)
- Bodegas Rioja Santiago
- Federico Paternina
- Bodegas Martínez Lacuesta
- Bodegas Muga
- López Heredia - Viña Tondonia
- Bodegas Ramón Bilbao
- La Rioja Alta

## Običaji
Vsako leto 29. junija poteka tako imenovana Bitka za vino (špansko Batalla del Vino). Zgodaj zjutraj se v belo oblečeni udeleženci odpravijo na bližnji hrib, kjer se med seboj poškropijo z rdečim vinom. Sledi skupni obrok. Izvor vinske bitke lahko izsledimo v starem sporu s sosednjo Mirando de Ebro zaradi posesti nekaterih gričev, ki so točno med obema krajema.